# میکروسکوپ نیروی کاوشگر کلوین

در میکروسکوپ نیروی کاوشگر کلوین، یک کنسول رسانا بر روی سطحی در ارتفاع ثابت اسکن می‌شود تا عملکرد کار سطح را ترسیم کند.

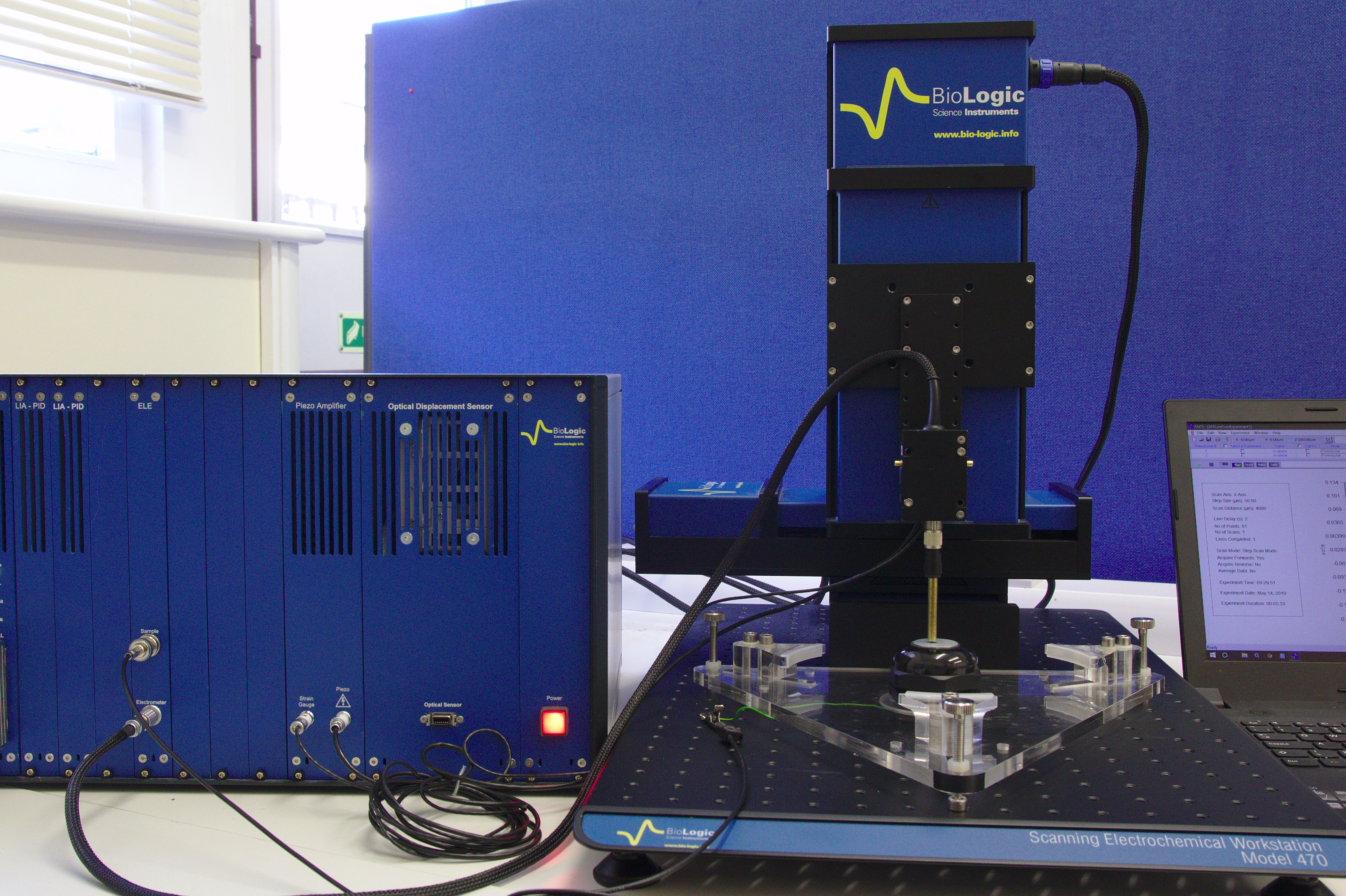
یک ابزار معمولی اسکن کلوین (SKP). در سمت چپ واحد کنترل با تقویت کننده قفل و کنترل‌کننده پتانسیل پشتیبان قرار دارد. در سمت راست محور اسکن x, y، z با ویبراتور، الکترومتر و پروب نصب شده‌است.

میکروسکوپ نیروی کاوشگر کلوین (KPFM)، که یک‌نوع غیرتماسی از میکروسکوپ نیروی اتمی (AFM) است، به عنوان میکروسکوپ پتانسیل سطحی شناخته می‌شود. با اسکن شطرنجی در صفحه xy می‌توان تابع کار نمونه را به صورت محلی برای همبستگی با ویژگی‌های نمونه ترسیم کرد. این تکنیک‌ها عمدتاً برای اندازه‌گیری خوردگی و پوشش‌ها استفاده می‌شوند. این‌میکروسکوپ تصویربرداری پتانسیل سطحی محدودهٔ وسیعی از مواد را در مقیاس نانومتر ممکن می‌کند.
با KPFM، می‌توان عملکرد کار سطوح را در مقیاس اتمی یا مولکولی مشاهده کرد. عملکرد کار به بسیاری از پدیده‌های سطحی، از جمله فعالیت کاتالیزوری، بازسازی سطوح، و خمش نواری نیمه‌هادی‌ها، به دام انداختن بار در دی الکتریک‌ها و خوردگی مربوط می‌شود. نقشه تابع کار تولید شده توسط KPFM اطلاعاتی مرتبط با ترکیب و حالت الکترونیکی ساختارهای محلی روی سطح یک جامد می‌دهد.

## تاریخ
تکنیک SKP مبتنی بر آزمایش‌های خازن صفحه موازی است که توسط لرد کلوین در سال ۱۸۹۸ انجام شد.

## نحوهٔ کار
{\displaystyle E={\frac {1}{2}}C[V_{DC}+V_{AC}\sin(\omega _{0}t)]^{2}={\frac {1}{2}}C[2V_{DC}V_{AC}\sin(\omega _{0}t)-{\frac {1}{2}}V_{AC}^{2}\cos(2\omega _{0}t)]}

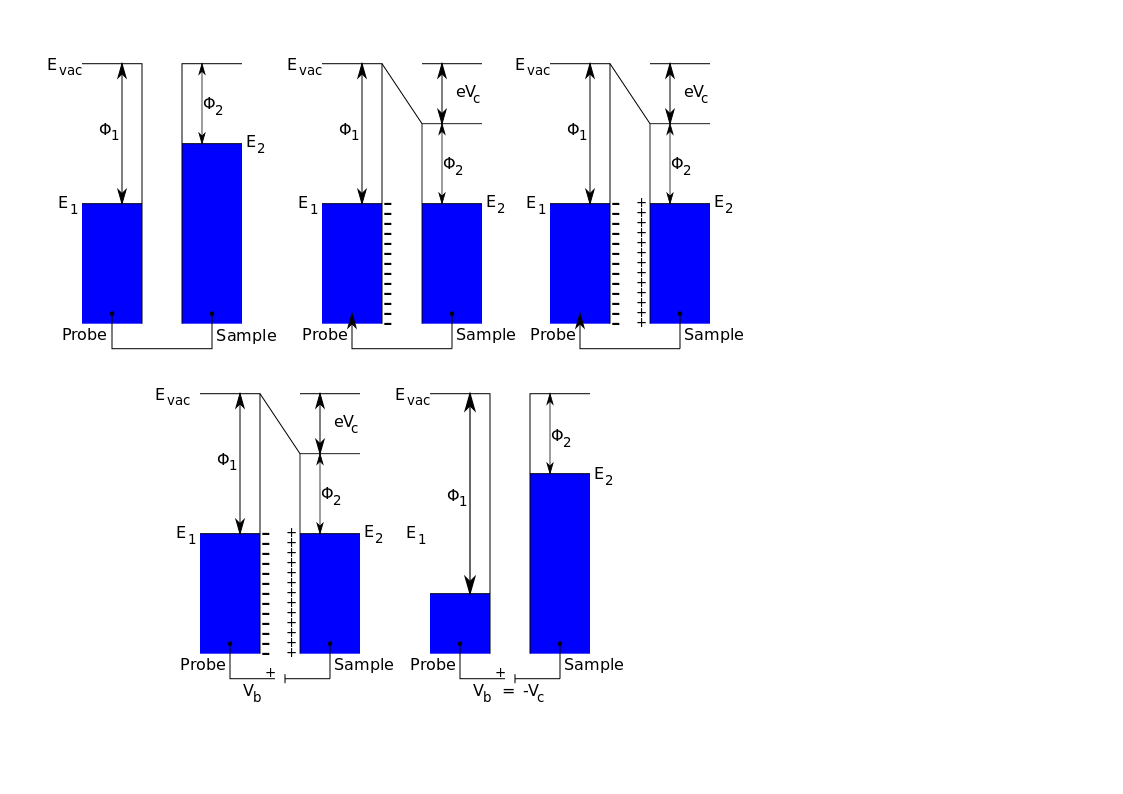
تغییرات در سطوح فرمی پروب کلوین روبشی (SKP) نمونه و پروب در طول اندازه‌گیری نشان داده شده‌است. در اتصال الکتریکی پروب و نمونه، سطوح فرمی آنها متعادل می‌شود و باری در پروب و نمونه ایجاد می‌شود. یک پتانسیل پشتیبان برای تهی شدن این شارژ اعمال می‌شود و سطح فرمی نمونه را به موقعیت اصلی خود بازمی‌گرداند.

فقط مقطع متقاطع متناسب با محصول V DC ·V AC در فرکانس رزونانس ω 0 است. ارتعاش حاصل از کنسول با استفاده از روش‌های معمول میکروسکوپ کاوشگر اسکن شده تشخیص داده می‌شود. یک‌مدار برای هدایت پتانسیل DC نوک به مقداری استفاده می‌شود که لرزش را به حداقل می‌رساند. نقشه‌ای از این‌پتانسیل DC تهی در برابر مختصات موقعیت جانبی، بنابراین تصویری از عملکرد کار سطح تولید می‌کند.
میکروسکوپ نیروی الکترواستاتیک (EFM):
این‌میکروسکوپ نیروی تولید شده توسط میدان الکتریکی ناشی از سطح بر نوک باردار را به‌طور مستقیم اندازه‌گیری می‌کند. EFM بسیار شبیه میکروسکوپ نیروی مغناطیسی عمل می‌کند، در آن از تغییر فرکانس یا دامنه برای تشخیص میدان الکتریکی استفاده می‌شود. EFM نسبت به KPFM به مصنوعات توپوگرافی بسیار حساس تر است. هر دو میکروسکوپ نیاز به استفاده از کنسول‌های رسانا دارند که معمولاً سیلیکون با پوشش فلزی یا نیترید سیلیکون هستند. یکی دیگر از تکنیک‌های مبتنی بر AFM، میکروسکوپ نقطه‌ای کوانتومی روبشی است. این‌میکروسکوپ، پتانسیل سطح را بر اساس توانایی آن‌ها در دروازه‌سازی یک نقطه کوانتومی متصل به نوک اندازه‌گیری می‌کند.

## عوامل مؤثر بر اندازه‌گیری SKP
کیفیت اندازه‌گیری SKP متأثر از عوامل مختلفی است. این‌عوامل شامل قطر پروب، فاصلهٔ کاوشگر تا نمونه، و مواد سازندهٔ SKP است. قطر پروب در اندازه‌گیری SKP مهم است، زیرا بر وضوح کلی اندازه‌گیری تأثیر می‌گذارد بطوریکه پروب‌های کوچک‌تر منجر به وضوح بهتر می‌شوند. مواد مورد استفاده در ساخت پروب SKP برای کیفیت اندازه‌گیری SKP مهم است. مواد مختلف دارای مقادیر تابع کاری متفاوتی هستند که بر پتانسیل تماس اندازه‌گیری شده تأثیر می‌گذارد. مواد مختلف حساسیت متفاوتی نسبت به تغییرات رطوبت دارند. همچنین می‌توانند بر وضوح جانبی حاصل از اندازه‌گیری SKP تأثیر بگذارند. در پروب تجاری تنگستن استفاده می‌شود، هر چند پروب از پلاتین، مس، طلا، و NiCr استفاده شده‌است. فاصله کاوشگر تا نمونه بر اندازه‌گیری نهایی SKP تأثیر می‌گذارد، با فواصل کوچکتر پروب به نمونه، وضوح جانبی و نسبت سیگنال به نویز اندازه‌گیری را بهبود می‌بخشد

## عملکرد کار
میکروسکوپ نیروی کاوشگر کلوین بر اساس یک تنظیم AFM است و تعیین عملکرد کار بر اساس اندازه‌گیری نیروهای الکترواستاتیک بین نوک AFM و نمونه است. نوک رسانا و نمونه با عملکردهای مختلف مشخص می‌شوند که نشان دهندهٔ تفاوت بین سطح فرمی و سطح خلاء برای هرماده است. اگر هر دو عنصر در تماس باشند، یک‌جریان الکتریکی خالص بین آنها تا زمانی که سطوح فرمی تراز شوند، ایجاد می‌شود. تفاوت بین توابع کار، اختلاف پتانسیل تماس نامیده می‌شود و با V CPD نشان داده می‌شود. به دلیل وجود میدان الکتریکی، یک نیروی الکترواستاتیک بین نوک و نمونه ایجاد می‌شود. برای اندازه‌گیری، یک ولتاژ بین نوک و نمونه اعمال می‌شود.
{\displaystyle V=(V_{DC}-V_{CPD})+V_{AC}\cdot \sin(\omega t)}
نیروی الکترواستاتیک در خازن را می‌توان با متمایز کردن تابع انرژی با توجه به جداسازی عناصر پیدا کرد و می‌توان آن را به صورت زیر بیان کرد:
{\displaystyle F={\frac {1}{2}}{\frac {dC}{dz}}V^{2}}
که در آن C ظرفیت خازنی، z جداسازی، و V ولتاژ است، هر کدام بین نوک و سطح. نیروی الکترواستاتیکی را می‌توان حاصل از مجموع سه بخش زیر دانست..
{\displaystyle F=F_{DC}+F_{\omega }+F_{2\omega }}
جزء F DC، به سیگنال توپوگرافی کمک می‌کند، F ω در فرکانس مشخصهٔ ω برای اندازه‌گیری پتانسیل تماس و F 2ω برای میکروسکوپ خازنی مورد استفاده قرار می‌گیرد.
{\displaystyle F_{DC}={\frac {dC}{dz}}\left[{\frac {1}{2}}(V_{DC}-V_{CPD})^{2}+{\frac {1}{4}}V_{AC}^{2}\right]}
{\displaystyle F_{\omega }={\frac {dC}{dz}}[V_{DC}-V_{CPD}]V_{AC}\sin(\omega t)}
{\displaystyle F_{2\omega }=-{\frac {1}{4}}{\frac {dC}{dz}}V_{AC}^{2}\cos(2\omega t)}

## تماس با اندازه‌گیری‌های بالقوه
از یک تقویت کنندهٔ قفل کننده برای تشخیص نوسان کنسول در ω استفاده می‌شود. در طول اسکن V DC به گونه‌ای تنظیم می‌شود که نیروهای الکترواستاتیک بین نوک و نمونه صفر شود. مقادیر مطلق تابع کار نمونه را می‌توان در صورتی به دست آورد که نوک ابتدا با یک نمونه مرجع از تابع کار شناخته شده کالیبره شود. بنابراین در یک اسکن، توپوگرافی و پتانسیل تماس نمونه به‌طور همزمان تعیین می‌شود. این را می‌توان به حداقل دو روش مختلف انجام داد: ۱) ثبت توپوگرافی در حالت AC، کنسول توسط یک پیزو در فرکانس رزونانس خود هدایت می‌شود. به‌طور همزمان ولتاژ AC برای اندازه‌گیری KPFM در فرکانسی کمتر از فرکانس تشدید کنسول اعمال می‌شود. این‌حالت اندازه‌گیری توپوگرافی اغلب تک گذر نامیده می‌شود. ۲) یک خط از توپوگرافی در حالت تماس یا AC گرفته می‌شود و در داخل ذخیره می‌شود. سپس، این خط دوباره اسکن می‌شود، در حالی که کنسول در یک فاصله تعریف شده از نمونه بدون نوسان مکانیکی باقی می‌ماند، اما ولتاژ AC اعمال می‌شود و پتانسیل تماس ضبط می‌شود.
پتانسیل اندازه‌گیری شده توسط SKP با پتانسیل خوردگی یک ماده ارتباط مستقیم دارد. SKP در مطالعهٔ زمینه‌های خوردگی و پوشش‌ها کاربرد گسترده‌ای پیدا کرده‌است.

## برنامه‌های کاربردی
در ابتدا پس از ایجاد خراش، پتانسیل ولتا به‌طور قابل توجهی روی خراش بیشتر و عریض تر از بقیه نمونه بود، به این معنی که این ناحیه احتمال خوردگی بیشتری دارد. پتانسیل ولتا در طول اندازه‌گیری‌های بعدی کاهش یافت و در نهایت نقطه اوج روی خراش کاملاً ناپدید شد که به این معنی است که پوشش بهبود یافته‌است. از آنجایی که SKP می‌تواند برای بررسی پوشش‌ها به روشی غیر مخرب استفاده شود، برای تعیین خرابی پوشش نیز استفاده شده‌است. در مطالعه پوشش‌های پلی یورتان مشاهده شد که عملکرد کار با افزایش قرار گرفتن در معرض دما و رطوبت بالا افزایش می‌یابد. این افزایش در عملکرد کاری مربوط به تجزیه پوشش احتمالاً از هیدرولیز پیوندهای درون پوشش است.
با استفاده از SKP خوردگی آلیاژهای مهم صنعتی اندازه‌گیری شده‌است. با SKP می‌توان اثرات محرک‌های محیطی بر خوردگی را بررسی کرد. به عنوان مثال، خوردگی ناشی از میکروبی فولاد ضدزنگ و تیتانیوم. در مثالی دیگر از SKP برای بررسی مواد آلیاژی زیست پزشکی استفاده شد که می‌توانند در بدن انسان خورده شوند. در مطالعات روی Ti-15Mo تحت شرایط التهابی، اندازه‌گیری‌های SKP مقاومت به خوردگی کمتری را در پایین یک گودال خوردگی نسبت به سطح محافظت‌شده اکسید آلیاژ نشان داد. SKP همچنین برای بررسی اثرات خوردگی اتمسفر، به عنوان مثال برای بررسی آلیاژهای مس در محیط‌های دریایی استفاده شده‌است. در این مطالعه پتانسیل‌های کلوین مثبت‌تر شدند. به عنوان مثال نهایی SKP برای بررسی فولاد ضدزنگ در شرایط شبیه‌سازی شده خط لوله گاز استفاده شد. این اندازه‌گیری‌ها افزایش اختلاف پتانسیل خوردگی نواحی کاتدی و آندی را با افزایش زمان خوردگی نشان داد که نشان‌دهنده احتمال بیشتر خوردگی است. این اندازه‌گیری‌های SKP اطلاعاتی در مورد خوردگی موضعی ارائه می‌کنند که با تکنیک‌های دیگر امکان‌پذیر نیست.
SKP برای بررسی پتانسیل سطحی مواد مورد استفاده در سلول‌های خورشیدی استفاده می‌شود، می‌توان از آن برای تعیین میل ترکیبی الکترون مواد استفاده کرد و می‌تواند همپوشانی سطح انرژی نوارهای رسانایی مواد مختلف را تعیین کند. همپوشانی سطح انرژی این باندها به پاسخ فتوولتاژ سطحی یک سیستم مربوط می‌شود.
به عنوان یک‌تکنیک غیرتماسی، SKP برای بررسی اثر انگشت نهفته بر روی مواد مورد استفاده در مطالعات پزشکی قانونی استفاده می‌شود. هنگامی که اثر انگشت روی یک سطح فلزی باقی می‌ماند، نمک‌هایی از خود باقی می‌گذارد که می‌تواند باعث خوردگی مادهٔ مورد نظر شود. این منجر به تغییر در پتانسیل نمونه می‌شود که توسط SKP قابل تشخیص است. SKP می‌تواند این‌تغییر در پتانسیل را حتی پس از گرم کردن یا پوشش دادن با روغن‌ها تشخیص دهد.
SKP برای تحلیل مکانیسم‌های خوردگی شهاب سنگ‌های حاوی شرایبرسایت استفاده شده‌است. مقصود از این مطالعات، بررسی نقش این گونه شهاب سنگ‌ها در رهاسازی گونه‌های مورد استفاده در شیمی پری بیوتیکمی‌باشد.
در زیست‌شناسی از SKP برای بررسی میدان‌های الکتریکی مرتبط با زخم، و نقاط طب سوزنی استفاده می‌شود.
در زمینهٔ الکترونیک، KPFM برای بررسی به دام انداختن بار در اکسیدهای رابط دستگاه‌های الکترونیکی با کیفیت مطلوب مورد استفاده قرار می‌گیرد.